# Highway 61 Revisited
Highway 61 Revisited (с англ. — «Возвращение на шоссе 61») — шестой студийный альбом Боба Дилана, выпущенный в 1965 году лейблом Columbia Records. Второй альбом так называемой «великой рок-трилогии Боба Дилана».
В то же время Highway 61 Revisited является первым полностью рок-альбомом Дилана. Переход от фолка к року был начат в его предыдущем альбоме Bringing It All Back Home.

## Список композиций
Все песни написаны Бобом Диланом.

### Первая сторона
1. «Like a Rolling Stone» — 6:13
2. «Tombstone Blues» — 6:00
3. «It Takes a Lot to Laugh, It Takes a Train to Cry» — 4:10
4. «From a Buick 6» — 3:19
5. «Ballad of a Thin Man» — 6:00

### Вторая сторона
1. «Queen Jane Approximately» — 5:32
2. «Highway 61 Revisited» — 3:30
3. «Just Like Tom Thumb’s Blues» — 5:31
4. «Desolation Row» — 11:22

## Участники записи
- Боб Дилан — гитара, губная гармоника, фортепиано, вокал, заметки к релизу, полицейские сирены
- Майкл Блумфилд — гитара
- Харви Брукс[англ.] — бас-гитара
- Бобби Грегг[англ.] — ударные
- Пол Гриффин[англ.] — орган, фортепиано
- Эл Купер — орган, электрофортепиано Hohner Pianet
- Сэм Лэй — ударные
- Чарльз Рэй МакКой — гитара
- Франк Оуэнс — фортепиано
- Расс Савакус — бас-гитара